# Quartier de l'Odéon
Le quartier de l'Odéon est le 22e quartier administratif de Paris situé dans le 6e arrondissement, principalement au nord du jardin du Luxembourg, qu'il comprend.

## Délimitations

Les quartiers du 6e arrondissement.

## Histoire
Le quartier est ainsi nommé du fait de sa proximité avec le théâtre de l'Odéon, faisant lui-même référence à la signification antique du mot : un lieu destiné aux chants mais, plus généralement, un théâtre gréco-romain. La statue qui s'élève au milieu de la place Henri-Mondor est celle de Danton, qui se trouve non loin de l'ancienne demeure de l'homme et du lieu de son arrestation sous la Révolution.

## Accès
Ce site est desservi par les lignes 4 et 10 à la station de métro Odéon.

## Lieux et monuments
- Le Théâtre de l'Odéon
- L'hôpital Tarnier
- Le jardin du Luxembourg abritant le Palais éponyme, siège du Sénat, ainsi que le musée du Luxembourg
- L'église Saint-Sulpice
- L'Institut d'art et d'archéologie
- L'École nationale supérieure des mines
- La Faculté de pharmacie
- La Maison d'Auguste Comte (musée).